# 白银风潮

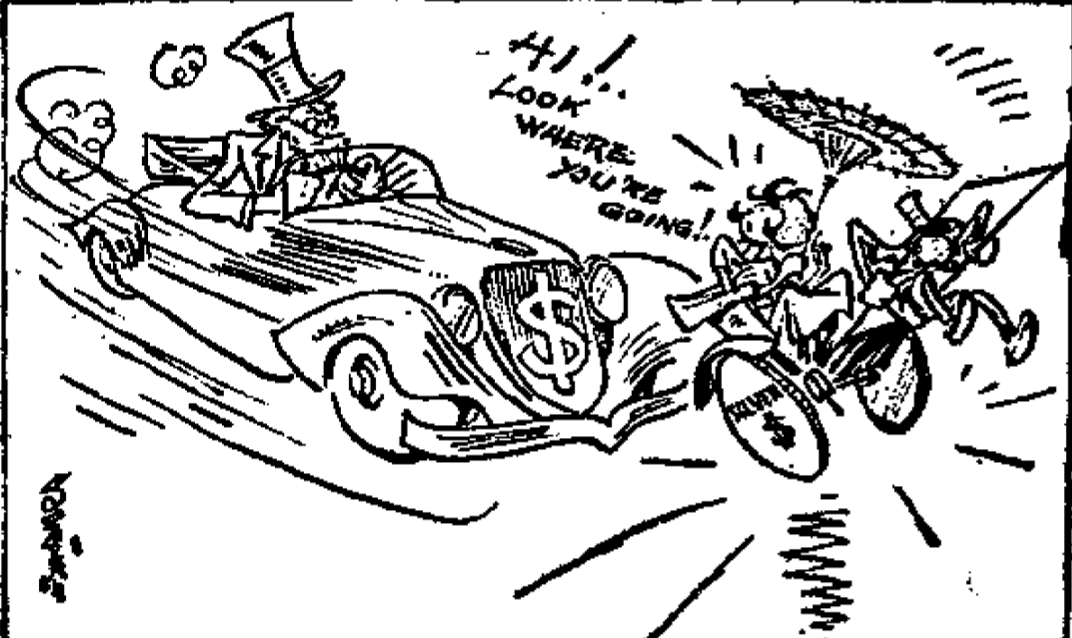
《字林西报》讽刺美国货币政策对中国货币的冲击

白银风潮，又称二四风潮、白银问题，是民国二十四年（1935年）前后中华民国发生的金融危机，也是1929年大萧条对中国经济影响的体现。在大蕭條前夕，中國是世界上最大的银本位國家，但本土產銀有限，所以主要依賴由海外輸入白銀。由于中国对外贸易长年赤字，需要维持白银流入以填补對外貿易差額。 在大蕭條期間中国的农业和工业有遭受一波国际市场的冲击，更經受江淮洪灾、战争等事端，同時率先在此期間獲得大量白銀流入，中国的城市部门受益于低价白银和农村资金转移反而先出現一段經濟繁榮期。隨著主要西方國家陸續放棄金本位制，尤以1934年《美国购银法令》出台為其一轉折點，國際白銀價格再次波動——大量白銀從農村流向城市，從城市集中於上海回流海外，進而流出中國到國際市場。美國在法案出台成爲「世界銀市的限界購買者」——即1935年當年英國輸出的白銀，幾乎全部被美國所購入。国际银价由此快速上涨，严重冲击中国以银本位为主的货币制度，国内因白银大量流失出现严重通货紧缩局面，城市经济部门普遍出现信贷急剧紧缩、利率飙升和停工倒闭潮，史稱「白銀風潮」。
白银风潮发生后，国民政府通过各种手段控制白银出口，却仍无济于事，最后在1935年法币改革后将白银国有化，并通过向美国出售白银换取外汇储备成功稳定了法币的信用。改革之后，中国经济摆脱银本位的影响，在1937年七七事变之前得到短暂的恢复。

## 背景

### 中国的货币制度

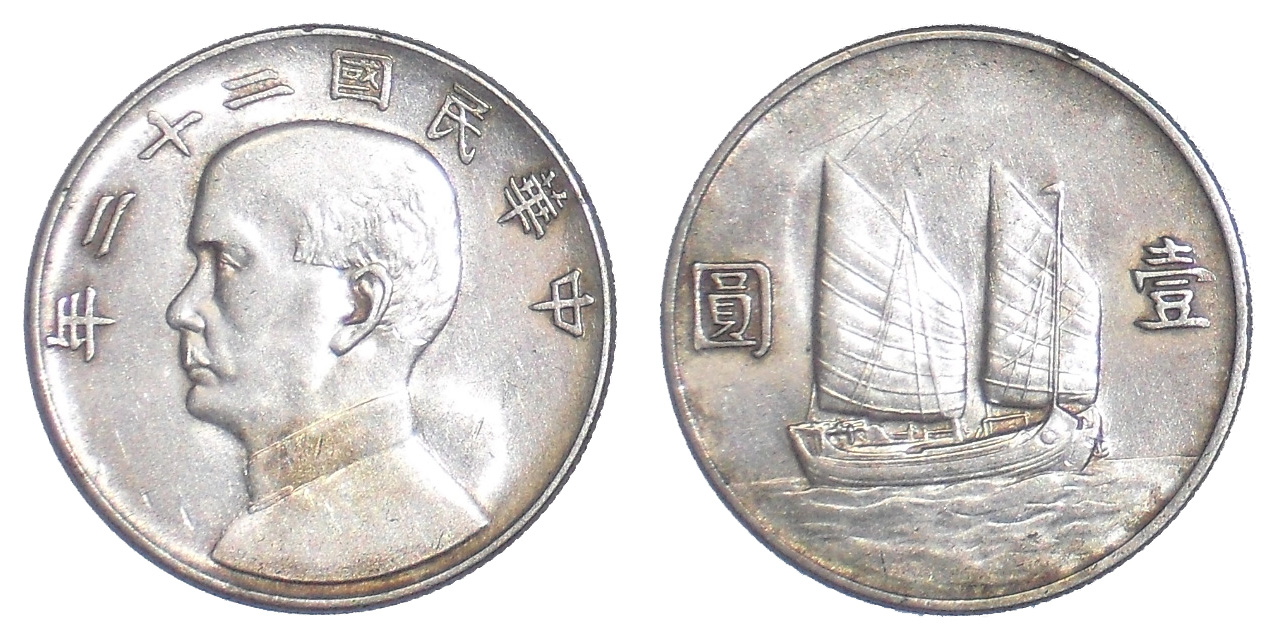
1933年国民政府发行的船洋

中国采用白银作为本位货币的历史可以追溯到13世纪的明朝，明清两朝采用银铜平行本位的货币体系，白银主要用于大宗交易、长途贸易和纳税，而铜钱一般用于零售。随着美洲的白银通过东西方贸易涌入中国，中国政府财政与省际贸易越发依赖于白银结算。但自19世纪开始，中国经济随着鸦片贸易等因素出现贸易逆差，白银开始大规模流出中国。
中国并非白银的主要生产地，多数白银都是进口输入，外国铸造的银币也在这一过程中渗透到中国的货币体系中，最早输入的属西班牙银元；随着1840年后西班牙银元停止铸造，墨西哥生产的鹰洋取代了原有的西班牙货币成为了新的通货；英国也在1895年开始铸造银币，试图挤占西班牙和美洲货币在中国的地位，虽然英国后来采用了金本位，但其在香港、印度生产的英国银币大多也为中国市场吸纳；此外日本银元和西贡元也在一部分市场。虽然外国货币在中国广为流通，但直到张之洞在广州开设铸币局前，中国本国银币难与外国货币竞争，后来1914年北洋政府铸造的袁大头也一时通行于全国，取代了旧有的一些外国银币；但随着银价进一步降低，中国本国也逐渐停止铸造货币。
20世纪早期，在法币发行之前中国始终没有统一发行的唯一法定货币，也不存在中央银行协调货币体系，市面主要流通硬币（包括银元、铜钱）、纸币和银两三种货币，并且三种货币用途、流通区域不尽相同，彼此之间存在密切的联系。1928年国民政府建政之后，邀请美国甘末尔顾问团调查研究中国的币制改革，顾问团在调查后后形容中国币制为“在所有重要国家中所近见的最坏制度”，没有中央统一发行的货币，中央政府和各军阀势力都有权发行货币，然而绝大多数外汇、债务、大宗商品、以及相当比例的零售贸易都是基于白银，因此中国在大体上被视作银本位国家。由于中国采用银本位，其银价主要依托于伦敦银市，因此中国的外汇市场主要由外资银行掌控，这些银行主导白银的进出口和外币的兑换，其中英国的汇丰银行作为行业的领导者，设定事实上但非强制性的“官方汇率”。
理论上，中国货币的汇率价格主要取决于世界市场的银价，根据市场银价和中国货币的含银量计算出与金本位货币之间的平价；实际上外汇价格还附加银元的熔铸、运输、保险和利息等附加成本，因此实际汇率和银价存在一定的差异。汇率和银价通过市场机制保持联系：如果银元对外币汇率超过银价一定程度，那么相同的货币外汇可以购买更多的白银，相同的白银银元可以置换更多的外汇，市场会出售银元购买外汇，然后使用外汇购买白银运到中国制成银元，银元也会随着通货增加而贬值；反之，如果银价太高，市场将会出售外汇换取银元，然后将中国的银元熔铸成白银卖出，市面上流通的银元也会因此减少，银元也会因此升值。简而言之，银价和银元汇价之间差值达到一定比例，市场可以通过差价获益，白银会因此流出或流入中国。

### 大萧条与金贵银贱风潮
银本位对中国经济既有负面影响，也有积极意义。在1873年之前金银比价稳定在1:16左右，但随着欧美许多国家放弃金银复本位转而采用金本位，大量白银退出货币市场，加之世界白银产量的提升，白银价格呈现长期下跌的趋势。1929年末至1931年，在大萧条等因素推动下，国际市场出现金价暴涨、银价暴跌的局面，金银价比有1929年的1:38.7跌至1931年的1:71，金本位计算下银价近乎腰斩，间接导致中国银元对外币（主要为金本位货币）价值暴跌，对英镑和对美元汇率分别在1931年和1932年达到最低点，时人称之为“金贵银贱”风潮。
世界上多数国家自19世纪开始逐渐放弃以银作为货币，当时只有中国等少数国家还在使用银本位。1926年印度放弃银本位，改用金本位，向市场出售了1亿盎司以上的白银，并且在市场上大规模收购黄金，进一步推高国际金价；银价的下跌导致法属印度支那于1930年1月改用金汇兑本位制，根据上海东方汇理银行数据，法殖当局分别在1929、1930年从越南输送700万两、1000万两白银到上海置换黄金；1930年3月18日，波斯宣布废除银本位，改用金本位，中国就此成为当时世界上唯一的银本位国家。虽然中国经济受到银价暴跌的冲击，但中国政府既无法影响国际银价，也没有办法控制外国资本控制的白银进出口，只能听凭白银价格波动进一步传导为国内物价波动，当时的中国领导人蒋中正《如何解救经济国难》中抱怨银本位下“我国经济全部操于外人之手中”。同时“金贵银贱”也不利于政府的财政，当时国民政府3/4的债务为金本位国家的外债，大萧条引起的1928年银价暴跌也导致中国银元汇价年内大跌15%，国民政府需要每年多支出1500万左右的银元以偿还外债，政府不得不宣布进口关税一律以金价计征以避免进一步损失。
然而银本位也非百害而无一利，由于大萧条主要在金本位国家蔓延，金本位国家间竞相贬值货币、抬高利率以防止本国黄金外流，黄金外流的国家则会出现通货紧缩、物价下跌的现象，但中国因为采用银本位几乎完全规避了这些问题。在世界上大多数国家在经历通货紧缩的时候，只有中国没有出现大规模的物价下跌。中国国内的金融业者曾在1931年杭州和上海举办的太平洋关系学会第四届会议指出中国经济同时也受益于银价下跌，避免和大多数金本位国家一样的通货紧缩问题；上海的外国银行家耿爱德在1933年评论中国物价因白银贬值并没有和欧美一样出现的物价下跌现象；中国银行总经理张嘉璈也在1931年汇报股东时报道了当时白银大跌导致的通货膨胀，认为这一现象不利于国内建设所需的各项进口支出，导致了许多人因物价上涨出现生计困难，但保护了中国的出口贸易。曾参与中国币制改革的美国经济学家亚瑟·N·扬格称中国在白银风潮之前几乎没有受到大萧条的影响：在他看来，虽然以外币计算中国经济因银价下跌而呈现萎缩，但这种萎缩只是隐性的问题，中国经济形势仍然向好，绝大多数中国进口都是通过出口外汇结余和侨汇而非白银结算，因此中国的进口并未因为白银下跌出现明显变化，中国旺盛的出口贸易也未受到国际市场的影响。
但随着1931年9月后英国为首的资本主义国家开始纷纷放弃金本位，竞争性贬值货币以刺激本国经济，各国物价也随货币贬值而上涨，继而作为大宗商品的白银价格随之抬升，银元汇率也水涨船高；较高的汇率导致中国出口萎缩、白银外流和通货紧缩，因此在全球经济出现复苏迹象时，只有中国出现了经济危机。汇率问题并非导致当时中国经济问题的唯一原因，九一八事变后中国失去了贸易顺差的满洲地区，第一次国共内战导致的时局动荡，以及1931年江淮洪灾对国内经济的破坏，种种因素导致了中国的国际收支失衡，然而美国的白银政策进一步恶化了经济问题。

### 美国白银利益集团
银币自由铸造在美国是一个长期的政治问题。虽然在1930年代美国资本控制了全球白银产量的66%、冶炼总量的77%，但本国银矿业规模并不大，主要集中在落基山脉周围7州，雇佣工人不到3000人，合计产值仅3200万美元，相比之下美国一年的花生产值也有5200万美元；然而基于美国选举制度，人口仅占美国总人口3%的产银7州共拥有14位参议员，占据1930年代参议院表决票数的15%，同时由于白银是许多矿物开采的副产品，白银外的矿产行业也支持“白银集团”，因此“白银集团”在当时的美国颇具影响力。在历史上，自19世纪以来“白银集团”一直在国会中推动立法以支持银价，在其影响下美国国会分别于1878年、1890年、1918年出台法案，推动美国财政部大规模收购白银资产，然而此举并没有扭转白银价格持续下跌的趋势。
1929年大萧条爆发之后，欧美等国都出现了严重的通货紧缩，“白银集团”又开始提出恢复金银复本位缓解通货紧缩的理论，声称白银是人民的廉价货币，以此宣扬民粹主义，主张美国政府应该利用白银促成“有控制的通货膨胀”，这也正和当时流行的凯恩斯主义等学派主张适度通货膨胀促进经济的理论不谋而合。随着民主党人富兰克林·罗斯福在1932年当选美国总统，同属民主党的“白银集团”代表人物毕德门、约翰·威廉·托马斯等也跟著得势，集团势力如日中天，美国国会在1932年的一段时间里出现了“为白银所主导，执迷于通货膨胀”的局面。虽然“白银集团”影响力看似很大，但他们也受到主流媒体的排斥，《商业周刊》《华尔街日报》等媒体都认为“白银集团”是一小撮人为了利益哗众取宠、绑架公众利益。
“白银集团”除了宣扬其通货膨胀理论，还针对当时的中国、印度等主要用银市场提出了独特的“购买力理论”。“白银集团”称白银下跌是经济大萧条的主要原因，银价暴跌导致中国为首的用银国家在国家市场的购买力下降，几乎等于限制了“世界上一半人口”购买外国商品的能力，而提升银价可以促进亚洲购买力提升，从而大幅缓解乃至于一劳永逸地解决“生产过剩”问题。例如参议员毕德门就向民众保证提升银价可以令中美贸易增长十倍，复兴的中国市场可以消耗美国大量过剩的小麦和汽车，并且大大提振国际市场对白银的需求，而且在美国也有“道义上的责任”通过提升中国购买力以援助“对待美国人民比对待世界上其他国家的人民都更友好”的中国。在另一方面，毕德门也指出了银价低下也促进了中国本国工业的发展，中国人转而购买廉价的国货，这侵害了美国工人的利益，并为美国创造了“我们在世界市场上从未有过的最有破坏力的竞争对手”。当时的美国民粹领袖康克令神父也在广播中宣扬“美国应该恢复远东的购买力”，“对低等的东方人扮演慈悲的撒马利亚人角色”，在其鼓吹下其追随者在1934年4月间募集起超过50万盎司的白银。
虽然“白银集团”一再在各种场合宣扬自己的“购买力理论”，但主流经济学界和中国国内均表无感。“白银集团”在参议院报告中煞有介事地描绘白银贬值在用银国带来的灾难，“（白银贬值）在中国和印度的毁灭性后果已经超出我们的理解，他们唯一的通货——白银价格瞬间暴跌，贸易完全停滞，所有省份饥荒遍地，成千上万的人因此饿死”，但事实上中国正值黄金十年。英国学者亚瑟·萨尔特也认为这一理论不切实际，中国购买的商品在当时仅占全世界的2.5%，“世界上一半人口”的购买力完全夸大其词，反过来讲如果这一理论成立，在银价暴跌的背景下，中国的进口贸易降低的程度应该比金本位国家更加显著；然而实际上，美国在大萧条中对所有国家都出现贸易萎缩，但在1931年银价年比暴跌25%之时对华出口额反而增长1%，白银贬值反倒增加了美国对华出口。经济学家凯恩斯也曾就此事致信美国众议院钱币与度量衡委员会，指出人为抬高银价将会抑制中国的出口并刺激进口，导致中国的贸易收支失衡，进一步加剧中国的白银外流，最终给中国财政造成“最严重的困境”，这一论断几乎完全预言了后来的危机。从中国的经济数据来看，即便在银价暴跌的背景下，虽然理论上货币贬值会刺激出口、抑制进口，但中国的贸易赤字并没有因为货币贬值得到逆转。

## 危机过程

### 美国的白银政策始末

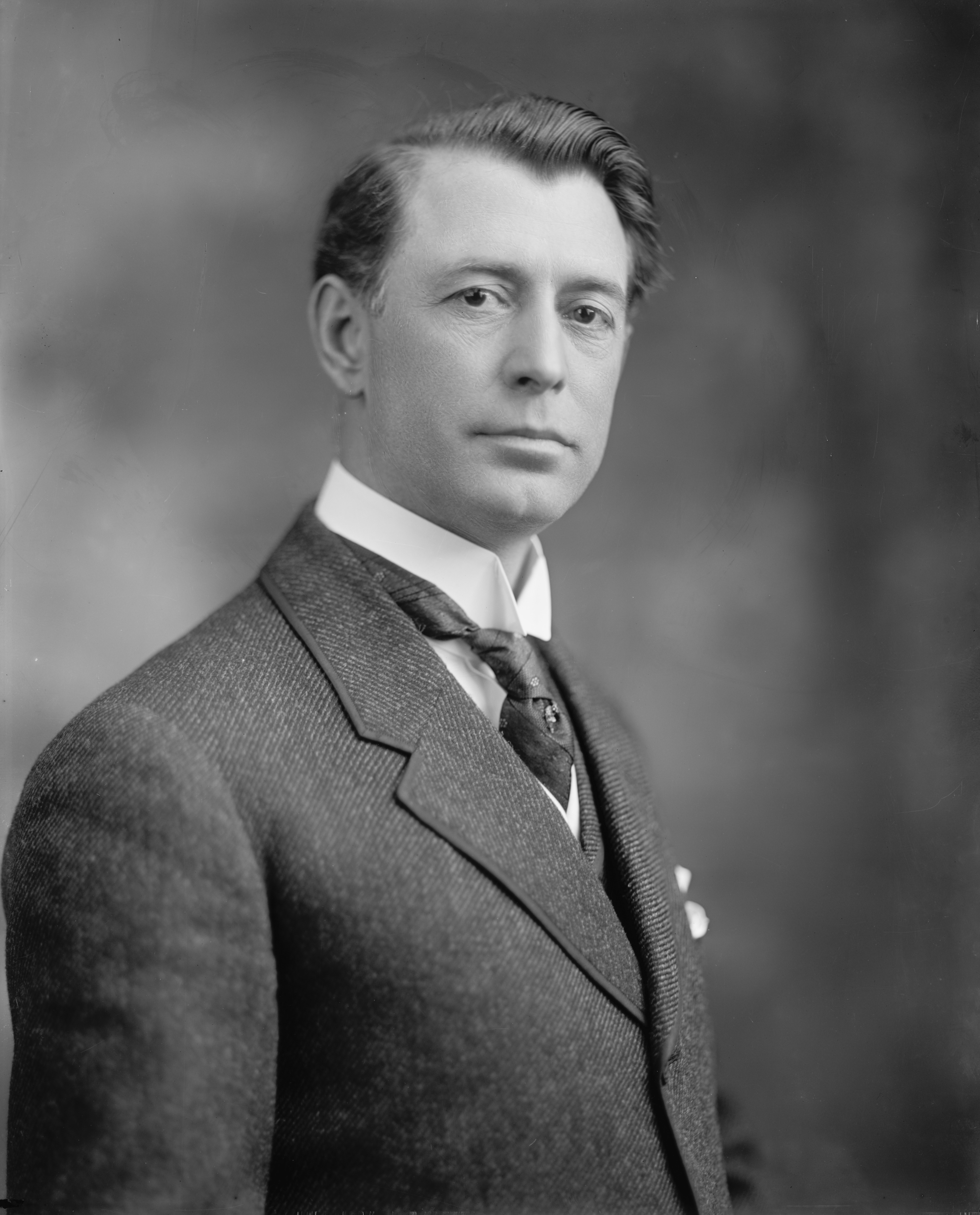
代表“白银之州”内华达的参议员毕德门

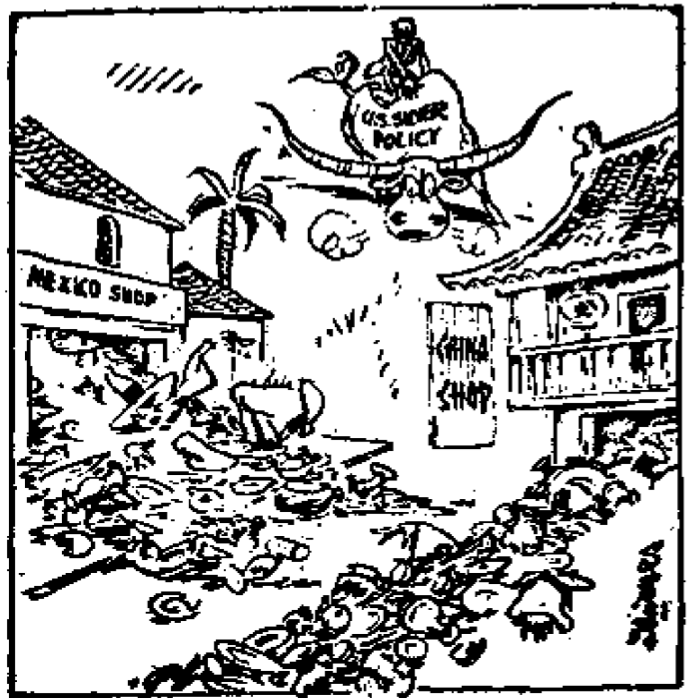
《字林西报》讽刺美国政策摧毁用银国经济

国际白银价格下跌有着诸多原因，一方面白银作为其他金属的副产品伴随着矿业发展而增产，另一方面1920年代以来大量国家缩减白银用量，例如印度在1926年完全放弃银币转为金本位，并且向国际市场抛售了大量白银；诸多因素影响下美国白银价格由1921年的0.63美元/盎司腰斩至1929年的0.29美元/盎司，1929年大萧条所导致的银价暴跌更是令白银行业雪上加霜。“白银集团”在危机之下更加积极地游说美国政界采取行动，提出了恢复金银复本位制、购买白银、召开国际会议管理白银市场等主张，千方百计为白银创造需求。
1929年金贵银贱风潮所带来的银价波动冲击了中国市场，银价的持续下跌也带动中国银元在国际汇率市场持续波动，中国的金融业也大多希望银价停止下跌、维持稳定，因此同意“白银集团”召开国际会议讨论白银问题的主张，这一点也获得了当时国民政府的支持。1931年5月召开的国际商会会议上，中国金融业代表表达了中国迫切希望维持稳定的银价的意见，并且强烈呼吁召开国际会议讨论银价。1933年7月22日伦敦召开的世界货币与经济会议上，美国受“白银集团”影响，拒绝讨论原本的主要议题——稳定英镑、美元、法郎等世界主要货币，执意推动讨论国内白银议题。伦敦经济会议上，中美在内的产银国和用银国达成旨在维持银价平衡的《伦敦白银协定》，中国在协定中承诺在未来4年内不会融铸银币、出售白银，并且在会议筹备过程中宋子文表示虽然中国比较注重银价的稳定，但“原则上”不反对白银升值，美国总统罗斯福则承诺收购白银以稳定银价。虽然中国需要稳定银价以稳定汇率，但宋子文在国际会议上并没有反对“白银集团”推高银价的主张，这也成为了“白银集团”支持白银升值的理据。当时的评论认为，宋子文可能并非没有预见白银升值对中国经济的危害，而是认为中日战争争取美国援助比白银问题更为重要。宋子文在国际会议上称自己的白银政策与美国一致，《纽约时报》就有评论称宋子文有意回避美国政策中提高银价对中国贸易的潜在危害。经济学家H·B·埃利斯顿等人也评论，宋子文关心美国支持中国抗日战争更切于白银问题，其有意与美国“白银集团”妥协以换取政治或经济上的支援，乃至于牺牲中国财政的长期稳定性，他也在与会过程中收获了复兴金融公司5000万美元贷款的成果。《纽约时报》曾经报道中国代表团私下向毕德门表达白银外流的担忧，但显然这位参议员对此置若罔闻。虽然《伦敦白银协定》宣称其主旨是维持平衡银价，但中国作为用银国在《伦敦白银协定》做出了巨大让步，在用银国中唯一承诺不出售白银，而毕德门力促产银国的美国在《伦敦白银协定》承诺购买几乎等同国内银矿产量的白银份额，协议内容显然并不平衡。
在1932年美国大选中，两党候选人都争相争取“白银集团”的支持，新当选的美国总统罗斯福不仅在选举中获得了毕德门的支持，并且表示自己愿意在货币事务上广泛试验任何可选政策，因此1933年初“白银集团”在美国政界空前强大。1932年《伦敦白银协定》达成后，“白银集团”又在1933年推动国会通过《农业调整法》修正案，授予总统自由决定是否恢复金银复本位的权利，毕德门此后就开始游说总统，告诉罗斯福自己已经获得了中国财长的支持，因此总统可以不必理会那些反对提高银价、担心危害中国经济的观点，并且半威胁半劝诱称自己完全可以推动国会下一议期通过立法，绕过罗斯福强制恢复金银复本位——罗斯福迫于压力在1933年底批准《伦敦白银协定》，宣布美国要在协议规定的4年内购买24,421,410盎司（692.335公噸）的白银，1933年12月21日国会提出了银购入法，要求政府大举进购国内新开采白银，纽约银价因此上涨。虽然“白银集团”一再施压，但罗斯福在1934年1月的国情咨文中声明有条件制止扩大白银用途的建议，并且力阻惠勒在参议院的购银修正案。罗斯福政府不仅获得了《商业周刊》《华尔街日报》《商业日报》等主流媒体的支持，美国驻华使馆和中国商界所传递的情报也在支持罗斯福的立场。
美国政府部分人出于对中国的同情态度，派出耶鲁大学教授詹姆斯·哈维·罗杰斯到中国调查，希望他能够编写对提高银价不利的报告，以期遏制国会“白银集团”的激进立法。参议员柏顿·惠勒则形容这次调查为“像驴一样蠢到极点”，不留余力抹黑罗杰斯立场，还有“白银集团”支持者指罗斯福派遣罗杰斯就是在阻挠立法程序。罗杰斯在1934年4月10日抵达上海，在4月21日和23日分别报告美国财长摩根韬绝大多数中国人都反对白银升值，并反驳了白银集团就银价和出口关系提出的理论，强调中国政府支持银价的稳定而不是银价上涨随着在中国旅行的深入，罗杰斯对中国农业的衰败深感担忧，5月8日和17日又报告中国内地的白银正在枯竭，农村白银都在流向通商口岸，农民几乎苦于银价上涨导致的农产品价格回落，如果银价进一步上涨将可能动摇国民政府的统治。
与此同时，罗斯福虽然在4月14日、17日、21日连续明确反对国会的强制立法，但基于在国会推动《互惠稅則法》和国家复兴署议程的政治需要，还是在5月16日决定与国会妥协。参议院于6月11日通过《1934年购银法令》，要求美国将货币储备中的白银提高到黄金储备的1/4，美国需要为此买入1,100,000,000盎司（31,000公噸）的白银，法令还规定美国财政部需要持续购买白银直到达到配额或者白银价格达到1.29美元/盎司为止，6月19日罗斯福正式签署该法令。1934年7月开始，美国政府开始在市场购入白银，至8月月购白银48,000,000盎司（1,400公噸），整个1934－1935财年合计依法收购市面流通白银294,000,000盎司（8,300公噸），并且还通过国有化白银、银矿开采获得了大量白银；白银价格随着白银的大规模收购飙升，由1932年不到0.2美元/盎司的历史低点跃至1933年12月的0.64美元/盎司，罗斯福在后来还继续提高白银收购价格，白银价格一度突破0.71美元/盎司。伦敦白银市场的价格也出现剧烈波动，美国财政部也在那里大肆购入白银，9－12月间伦敦白银价格上涨6.7%，至1934年底也达到了1932年最低点的1.5倍。世界银价的剧烈变化导致了中国白银的大量外流，中国的银本位制度受到威胁。
- |  | 由于已知的技术原因，图表暂时不可用。带来不便，我们深表歉意。 |
  伦敦金银交易所金价月度最高价
  伦敦金银交易所金价月度最低价1934年伦敦银价趋势图[註 3]
- |  | 由于已知的技术原因，图表暂时不可用。带来不便，我们深表歉意。 |
  美国银块进口
  美国银块出口1934年1－8月美国银块进出口情况[註 4]

### 工业农业萧条与白银向城市集中
在世界范围内大萧条对农业打击尤为巨大，中国概莫能外，中国的农民不仅需要面对大萧条造成的农产品价格过低，还要面对1931年江淮水灾、1935年川渝大旱以及国共内战等不可胜数的天灾人祸。农民身上的第一座大山就是农产品价格低迷，一战结束后欧洲各国都逐步恢复了生产能力，世界各地都出现了产能过剩的情况，世界农产品价格从1925年开始持续下跌，至1929年大萧条前夕农产品价格指数已经相较1923－1925年间降低30%，大萧条爆发后跌幅越发夸张，1930年3月较1929年10月跌去17%，到了12月更是跌去将近一半，到了1932年就仅有1930年的3成。当时中国的主要出口产品就是以丝绸及丝织品、茶叶、大豆为代表的农产品，原材料及半成品占国内出口的70%－75%，海外价格的变化也会传导到国内市场，中国最主要的出口市场美国仍在大萧条的阴影中，随着1931年末开始银元持续升值，中国农产品的出口进一步受到打击，中国的贸易商必须在产能过剩的市场上降低价格、削减利润以求生存。
虽然1931年的洪灾改变了当时大米等农作物的供需关系，粮食价格出现短暂上升，但全国大米、小麦、原棉等基础作物的价格都出现了下跌趋势，农民出售农作物的回报也开始降低。根据满铁1937年在长三角地区的调查，当时长三角地区的农民通过纺织业副业换取金钱，用以购买粮食等生活必需品。以蚕茧为例，如果按1930年苏州、杭州物价每担优质蚕茧可以换5担大米，但到了1934年苏州可以换不到4担，杭州则要到3担以下，而当时养蚕成本也要在4担以上，因此养蚕的利润已经完全为物价下跌侵蚀殆尽。1934年美国政府派遣罗杰斯来华调查银价影响，他则对对农村的萧条感受强烈，指出农产品价格低迷正在导致白银由农村流行通商口岸，“农民是如此困苦，以致于不得不拿出窖藏的白银来支付生活费用”，“地方上放债人和银钱兑换商纷纷收回借款，将白银送到通商口岸”，他认为美国政府提高银价的计划将会导致中国出口受阻，国内农产品价格进一步下跌。物价下跌也导致当铺无利润可言，农民在过去典当衣物、家具、农具以熬过难关，如今典当品在当铺手中不断贬值，并且由于农村经济恶化，很难从农民手中获得赎回款，因此许多当铺歇业乃至于破产。农民得不到当铺的纾困，最终转为变卖耕地，结果耕地价格一落千丈，根据江苏武进县、宜兴县的调查，当地耕地价格在1930－1934年间下跌50%左右，还有很多农民发现无论多少价格土地都卖不出去，实际的市场情况可能比调查更为严峻。
白银风潮进一步恶化了农村的经济危机，农村在1931－1935年间出现严重的信贷枯竭和通货紧缩，不仅银元、银两从农村流失，就连长期滥发的铜元也在农村极具减少。随着农村资金大规模流入城市，上海、天津、广州等主要都市反而出现资金过剩、无法使用的问题。当时的经济学家章乃器评价：“全国金融市场犹之循环系失去了输血，一方面回血管的作用亢进，一方面输血管的作用停止，血液自然就要淤积在心脏里，结果是脑充血。”农村的崩溃也引发城市的关注，当时陈光甫、张嘉璈、王维骃、马寅初等政经名人都呼吁救济农村，尽管上海货币较为宽裕，但导向农村却非常困难——一方面储户担心贷款到农村本金难以收回纷纷提现，另一方面金融机构也有盈利的需求，因此最后是由国民政府介入。然而政府介入并没有化解这场农村危机，时至全面抗战爆发的1937年仍有政府提案要求救济农村，政府也一再在文件中提到农村破产、救济农村的问题，许多农民走投无路之下只能投奔土地革命的中国共产党。当时多数观察家一致认同农村严重的经济危机可能导致严重的社会动荡乃至于革命。
工业也经历了与农业类似的萧条。受到大萧条影响，作为中国生丝主要出口地的美国和法国都出现进口萎缩的现象，1929年中国对美、法生丝出口分别出现80%、64%的跌幅；作为中国企业竞争对手的日本也在降低价格挤占市场，中国生丝也不得不加入价格战；然而由于银价大跌，以白银计价的中国国内生丝价格在一开始并没有反应出国际市场的价格巨变，但随着出口不振和日本的竞争，上海生丝价格也从1930年下半年开始走低，至1930年底已经跌破工业企业的生产成本价格。中国的棉纺企业则受益于济南事件后的抵制日货风潮，由于1929年中国棉花歉收，棉纺企业原材料主要都是进口，大萧条的价格暴跌有益于其经营。但从1931年开始自然灾害和日本侵略改变了市场形势。1931年江淮洪灾重创了棉纺业的主要市场，导致洪灾过后棉价下降10%，日本在入侵满洲后免除日本关税并针对中国产品加以重税，1932年淞沪抗战中更是直接攻击了上海闸北，破坏了大量中国工厂。农业的萧条也在影响工业企业，农民购买力下降导致市场需求萎靡不振，农民也很难获得白银支付城市的工业品，华商纱厂联合会调查中发现很多农民家庭买不起布只能家里几个人合用衣物。纺织企业也出现了信贷短缺的问题，由于丝厂和棉厂都是银行贷款购买原材料，并且以产品和原料库存作为抵押物，抵押物贬值导致银行不愿意贷款给企业，企业流动性受到影响，许多企业为了生存不得不求助于银行和政府。纺织业的不景气导致金融机构出现大量坏账，以上海商业储蓄银行和中国银行为例，纱厂贷款均超过其1933－1934年贷款总额的六成，即便银行接管企业资产或介入经营也很难改善财务情况，这也为金融业的危机埋下了伏笔。

### 白银外流
在大萧条刚刚开始的1928－1929年，中国净进口了5.2亿元白银，其中4亿从口岸流通到内地，然而由于从1931年起国际白银持续上涨，内地农村资金开始涌入城市，继而转为出口，上海、天津、广州等通商口岸都出现资金过剩的情况。根据银行业数据，仅1932年春涌入上海的内地白银就有8950万元之巨，上海白银余量由1931年末的2.66亿元飙升至1932年末的4.38亿元，到了1934年末更是达到了5.94亿元，大多数都是从内地流入，其中又是以上海的外资银行为银市最主要买家，其存银量在1933年超过了中资银行，占到上海存银总量的53%。同时白银下跌导致外币可以兑换更多中国银元，海外外侨和许多在上海的外国侨民都通过海外汇款置换中国银元，甚至有美国的华侨将自己在美国十年的储蓄金寄回国内兑换成白银，外国侨民也因为汇率原因宁愿在中国存款，也不愿意将在华挣到的银元换成外币。市面资金的过剩并没有促进实体经济，反而大多投入回报比较稳定的公债和房地产市场，公债投资极为繁荣，上海房地产也开始疯涨，外资还大肆发行股票和债券以吸纳市面通货。
实际上直到1931年，业界都认为由于中国采用银本位，居民储藏货币的需求可能会导致通货减少，因此市面上仍需要输入货币以维持流通，不大可能出现货币外流的情况，但大萧条给世界货币体系的深刻改变很快逆转了这一认知。白银外流的最初现象是黄金的大规模外运，受益于“金贵银贱”风潮，黄金价格持续上涨，受到市场热捧，1932年和1933年中国黄金净流失分别达1.1亿元和0.68亿元，到了1934年国内黄金已经近乎枯竭。黄金外流的同时白银也在流失，1932年和1933年白银净出口分别达到1040万元和1440万元之多。随着1934年8月黄金出口停止，白银开始大规模流失，1934年8月白银出口较上月大增350%多，由2400多万元增长到7900万元。上海的外资银行是白银外流的最主要推手，其在1933年控制上海市面53%的白银，但在1934年7月至1935年9月间占据白银出口总量的83%。随着1934年国际银价上涨，外资银行加紧出售白银以谋取暴利。例如汇丰银行在8月21日一日运出白银1150万元，美国的花旗银行在1934年11月前至少运出了600万元。日本在白银外运这方面于英美有过之而无不及，不惜以走私手段偷运白银，根据统计其规模可能达到3000万元，白银运到日本之后立即转手卖到国际市场，因而日本白银输出量暴在1935年前9个月增至1.44亿元，远远超过前一年全年的700万元。
根据中国银行的统计，在白银流出最为严重的1934年，全国前8个月出口白银1.5亿元，其中80%以上都是从上海运到美国；随着国民政府对上海白银出口管制以及后来实施法币改革，上海又开始向全国输送白银，各地走私白银屡见不鲜：1932年间，云南永昌祥等商号就通过缅甸贸易偷运白银，后来为英国当局禁止；华北唐山等地偷运之风屡禁不止，其中很大比例的盗运获得了日本的支持，根据1935年河北行政长官于学忠报告损失可能达到了400万元；福建也是白银外运的重灾区，大量白银被走私到日本统治下的台湾，1934年底一个半月内仅厦门海关就缴获了价值33000元的银货，台湾总督府也报告在1934年11－12月间接收中国白银达36.7万元，1935年1月一个月间就达到了32.9万元；广东银行业也报告广东1934年年内走私白银达到2000万元以上。根据扬格的统计，中国在1888－1931年间总共净进口1,037,000,000盎司（29,400公噸）的白银，而1932－1941年内中国每年都保持白银净出口，估计总额达1,155,000,000盎司（32,700公噸），而在1934－1936三年间白银净出口分别为200,000,000盎司（5,700公噸）、190,000,000盎司（5,400公噸）、802,000,000盎司（22,700公噸），其中海关和走私约合12.9亿元，大约在645,310,000盎司（18,294公噸）左右，而据耿爱德估计1934年走私白银可达7000万元。中国全国的白银储备从1934年4月的6.02亿元下降至1935年11月的2.88亿元，白银的大规模流失引起了金融恐慌，连美国官员亏百克向国务卿赫尔指出“我们收购白银到了‘敲骨吸髓’的程度”，希望美国政府能够帮助中国度过当下的难关，暂时停止从中国购买白银。
- |  | 由于已知的技术原因，图表暂时不可用。带来不便，我们深表歉意。 |
  内地输入上海白银情况
  中国白银净进口情况1929－1935年中国白银净输入情况[註 6]
- |  | 由于已知的技术原因，图表暂时不可用。带来不便，我们深表歉意。 |
  上海白银进口
  上海白银出口1931－1934年上海白银国际收支情况[84]
- |  | 由于已知的技术原因，图表暂时不可用。带来不便，我们深表歉意。 |
  上海中外银行白银储量
  外资银行白银储量1930年13月至1935年12上海白银储备量[註 7]

### 金融业危机
相对而言，在1934年中期美国购银法令出台前，上海的金融业并没有感受到农业和工商业的萧条，反而享受了一段时间的繁荣。1929年10月至1931年8月，在世界银价暴跌的大背景下，白银过量涌入上海市场，上海市场的白银价格高于世界白银价格，导致银元对美元汇率虚高，如果在海外用外币大规模进购低价白银，运到上海后再兑换成美元，如此循环则可以套取高额回报，因此中国在这一时期接收了海外的大量汇款和投资。农村和海外资金的涌入，造就了上海这一时期的繁荣，1929年上海的白银储量达到了历史新高，并且一直增长到1933年，货币宽松带来了利率下降和信贷扩张，但刺激最明显的莫过于上海的房地产投机。由于工业和农业的持续衰败，更多资金偏向于投资政府公债和房地产，1929年以后上海公共租界房地产市场繁荣，1928-1929年一年内上海房地产价值增长10亿两，相当于此前5年的增长总量。房地产热潮也带来金融产品的热潮，大量房地产公司开始发行基于房租的高利率债券，由于房价飞涨，投资者普遍相信投资的安全保障，这些产品一经面世就受到市场热捧。银行也在热钱涌入中积累了大量存款，由于投资工商业风险较高，大部分投资都导向到房地产和公债市场。
随着1931年英国、日本等国放弃金本位，世界银价又开始恢复上涨，1932年中国出现了自1918年以来首次白银净出口，中国国内物价也随着货币升值和流失出现了下降。随着经济形势恶化，巨量存款也开始成为金融机构的负担，大量存款都是在经济繁荣时以较高利率存入的定期，银行越发难以找到有效而高回报的投资渠道，不得不将年利率调低至1%，但仍无法扭转存款增加的趋势。在1932年淞沪抗战爆发后，上海的公债市场和房地产市场都出现转折：虽然房地产价格仍在高位，但交易量减少；公债因政府整理公债陷入停滞，是谓公债风潮。然而金融业面对巨量存款带来的利润需求，仍然缺乏投资渠道，最后还是只能继续投资公债和房地产。1934年4月，上海房地产价格首次出现下跌，随着白银外流和货币紧缺，外商银行也开始限制、到后来拒绝房地产抵押贷款，华商银行也开始限制信贷额度，要求追加更多抵押物，房地产市场因此崩溃。房地产崩溃首先影响一部分重度依赖房地产抵押贷款的钱庄，但随着更多企业和钱庄卷入到破产清算和资产冻结中，金融机构间出现了严重的连锁反应，系统性风险开始动摇整个行业，宋子文甚至告知汇丰银行中国政府和商业银行已经为房地产深度套牢。
上海银行业受到严重冲击，美国传教士雷文创办的美丰银行、普益信托公司与美东银公司均因为银价波动和房地产投机破产，明华银行、上海江南银行、宁波实业银行都在风潮中倒闭。作为当时上海存款量最大的上海商业储蓄银行则经历了存款的大规模流失，1935年一年内流失存款3000多万元，达存款总量的18%，并且曾在三周内为同业提款1200万元。中国实业银行、中国通商银行、四明银行也遭遇了不小的危机。上海以外，天津一些钱庄在1934年就出现财务危机，25家钱庄在1934年底倒闭，北平和天津钱业在1936年遭受日本经济战带来的灭顶之灾；宁波仅在1934年1月就有15家钱庄倒闭，无锡、福州、厦门都有钱庄陷入危机。全国各地因为白银外流出现钱荒的事件不可胜计：1934年汇丰等外资银行开始在天津外运白银，天津中外银行存款余额从2月4500万元降至12月的950万元，外资不仅使用汇票套现银元，还派人四处搜购银元，导致市面银根紧缺，国民政府不得不从香港购运送500万元至天津；青岛也是在汇丰外运之后出现紧张，青岛市政府不得不向中国银行、中央银行、交通银行请求运送300万元救急；日本人在金融紧张之际还大肆组织浪人到银行提现，故意在市场制造挤兑，企图扰乱中国经济。
白银外流、银行业挤兑和通货紧缩导致信贷骤然萎缩，1934年间钱庄收取的利率从6%飙升至16%及以上，1935年出售的一项外汇期货产品出现了年息25%以上的贴水，在上海几乎无论多少利率都借不到钱。根据上海中国征信所的统计，1935年上半年上海商号倒闭220多家、改组890多家，到了中秋节结账关头由于160多家倒闭。政府统计显示，1934年83家工厂、254家商店、44家金融机构和129家其他部门企业倒闭，1935年则有1000多家企业倒闭，其中工厂218家、商店469家、金融机构104家。上海每月破产的企业数量从1933年的18.8家，增长到1934年的30.5家，到了1935年则达到了41.7家。最终政府强势入场干预，1935年3月下旬国民政府结果中国银行和交通银行，自此掌控中国最大的三家华资商业银行，并决心开展币制改革。

## 国民政府的应对

### 抵制白银外流
国民政府在外交上有求于美国政府，因此在一开始并没有针对白银问题采取强制措施。虽然美国抬升银价的消息早在1934年初就传到中国，但时任财政部长孔祥熙则踌躇不决，因为中国刚刚获得美国的棉麦贷款，但还是在2月16日向美国致电反对白银升值，要求保持银价平稳，此后上海银行业同业公会也同样向美国表达反对意见，但美国始终没有回应。1934年召开的第二次全国财经大会上，孔祥熙仍然讳言美国的白银政策，不认为美国白银政策是目前的主要经济问题，“补救之道不在于美国白银价格高低问题”。
1934年8月20日，在美国进一步提高白银价格之际，中国终于发表声明谴责美国违反伦敦白银协定的精神，并称白银外流对中国造成的隐患方兴未艾、十分可虑，希望美国能够和中国协调白银政策。孔祥熙在这时开始和上海金融界讨论白银禁止出口的问题，并且致电罗斯福政府，希望美国能够考虑中国困境调整政策。虽然美国表示愿意和中国协调政策，有意帮助中国缓解白银外流，但拒绝了正面的承诺。9月15日，中国政府在美国顾问扬格的协助下，向美国政府表示中国正在考虑采用金本位，希望能够用白银置换美国的黄金作为货币发行的储备金，但美国国务卿赫尔告诉中国以银换金不是政府间事务，应该通过市场解决问题，但在后来表示中国的中央银行和美国财政部委托的美国银行交易。1934年11月中国政府向美国出售了1900万盎司白银，摆出样子要以银换金、改用金本位，但由于上海白银稀缺，因此政府不敢把这批白银贸然运到美国，因此又从伦敦购买白银垫付。
中美交涉的同时，白银外流的破坏与日俱增，由于缺乏实力支持货币发行，政国民政府迟迟没有采取措施控制白银出口，仍然寄希望于美国的协助。但与美国的对话迟迟美元进展，在如此万般无奈之下，中国政府只好自行采取措施。1934年9月初，中国政府下令限制外汇交易和私人外汇用途，以制止资本外逃。10月14日，国民政府宣布于次日开征10%的白银出口税和根据国际银价波动确定的平衡税。然而还是有大量白银通过走私流失，甚至有日本的浪人在华北武装走私，因此中国政府在12月颁布命令加强缉私。10月17日，在国民政府指示下，中国银行、中央银行、交通银行三行组织外汇平市委员会，配合白银出口征税对外汇市场进行管制。外汇平市委员会则在1935年1月12日向财政部提出奖励外资进口白银，财政部也饬令制定了《奖励外银输入办法》。宋子文于4月14日与洋商银行公会界桥，4月16日各国银行宣布支持中国的货币管控，并且提案“白银禁运协定”，由于各国洋商享有治外法权，因此这种协议并无强制力，并且随着4月24日美国再次提高银价，洋商并没有真正遵守协议协定中共同出售外汇的约定。虽然国民政府和各界都千方百计抵制白银外流，但这些措施都无法逆转白银外流的趋势。

### 币制改革与出售白银

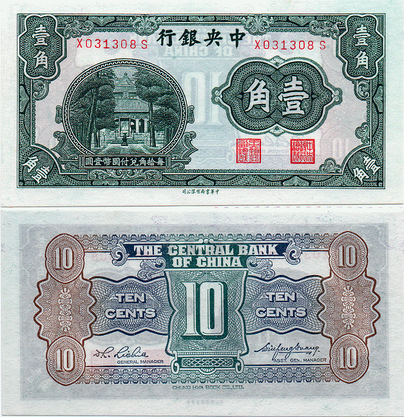
1935年发行的初版法币

征收白银出口关税后，中国国内白银价格开始和国际市场脱钩，因此国内外白银价格出现了较大差异，中国货币汇率也与国际银价脱钩，但就中国内部而言银本位仍在实行，银元和钞票都仍然可以轻易转化为白银。理论上国民政府在外汇市场可以通过操控白银出口平衡税控制汇率，但中国还没有做好准备和贵金属完全脱钩，税后的出口银价并没有和国际市场差异太大，货币汇率仍和国际银价保持一定的联系——此时国民政府急需货币发行的准备金，仍在寻求外国援助以获取充足的外汇储备。
在与美国、英国、日本等列强斡旋数月无果后，国民政府于1935年11月2日突然告知列强即将货币改革，紧接着在11月3日颁布币制改革的法令，并计划通过在世界银价高企之际国有化白银并出售以换取货币发行的外汇储备。法令发布10日后中国才收到美国方面的支持，美国允诺收购20,000,000盎司（570公噸）的白银，但这远远满足不了中国出售50,000,000盎司（1,400公噸）的需求，但罗斯福此时还在担心中国放弃银本位会导致“白银集团”的反对，因此无法做出决定。11月12日，日本正金银行拒绝依照币制改革的法令向中国政府交出白银，秘密购买大量美元，突然冲击中国的外汇储备，此时中国包括尚未到账的售银收入在内外汇和黄金储备不过5000万美元。孔祥熙要求施肇基施压美方尽快购买80,000,000盎司（2,300公噸）的白银，施肇基在会见摩根韬时有意压低数目，营造中国经济朝不保夕的情形，并且称如果美国无法购买中国白银，中国将会在伦敦市场抛售白银。摩根韬随后和罗斯福紧急磋商，决定同意购买50,000,000盎司（1,400公噸）的白银，并且有意购买中国所出售的所有白银。为了寻找对抗日本的盟友，摩根韬甚至告诉英国驻美商务代表，如果英国愿意提供贷款给中国，美国将不反对中国货币与英镑挂钩。
在解决中国的燃眉之急后，摩根韬决心彻底改变美国的白银政策。12月9日，美国财政部宣布改变在伦敦市场购银的方式，投资者意识到风向变化，纽约白银价格也在40日内从0.65美元/盎司跌至0.45美元/盎司。然而由于此时法币发行准备金仍然是白银为主，白银贬值也导致法币信用动摇，中国再度寻求美国协助稳定银价。摩根韬则告知中国政府需要派孔祥熙或宋子文来美国商谈，但二人推辞财政困难无法脱身，最终派出了上海商业储蓄银行总经理陈光甫率领的财政部代表团访美。1936年4月初，代表团抵达华府，美国出于援助中国抗日的利益考虑，对中国代表团的要求十分积极，因此谈判格外顺利。美国在《中美白银协定》中允诺从中国购买75,000,000盎司（2,100公噸）白银，大大加强了法币的信用，也为日后美国援助中国抗战埋下伏笔。

## 经济的恢复
法币改革之后，白银风潮导致的通货紧缩迎刃而解。在上海，物价指数从1935年中期的90.5上涨到1935年11月的103.3，至1936年底已经基本恢复到汇率上涨前的1931年水平。农村通货紧缩的情况也有所好转，江苏武进农民可获得价格提升了30%，指数从1935年9月的125上升到法币改革后10月的162，而与之相对农村生活必需品价格指数则维持在153左右，这意味着农民不再是入不敷出，农村经济也出现了好转的迹象。由于中国人口大多数的农民购买力提升，中国经济预期也在好转，贸易则恢复了增长，1935年贸易额增长10.1%，其中出口增加超过20%，农产品出口最为显著。中国开始恢复对东南亚的出口，争夺日本在此前抢占的市场份额。外国投资者对中国市场的信心也在增强，伦敦市场发行的中国债券行情达到了20年来最高水平，英国政府也分别在1936年、1937年出资支持沪杭甬铁路、广东省铁路等投资项目。美国政府和商界也一样对中国经济感到乐观，摩根财团宣称要在中国建立投资机构，泛美航空则在1937年4月开通了到上海的跨太平洋航线，ITT则于5月开通了中美直通无线电报线路，美国进出口银行也提供贷款给中国购买火车头。1937年3月，宋子文在中国银行股东年会上宣布大萧条已经结束。
- |  | 由于已知的技术原因，图表暂时不可用。带来不便，我们深表歉意。 |
  上海
  天津
  广州1930－1936主要城市消费品物价指数[106]
- |  | 由于已知的技术原因，图表暂时不可用。带来不便，我们深表歉意。 |
  进口总额
  出口总额
  贸易总额1932-1936年中国对外贸易数据[註 9]
- |  | 由于已知的技术原因，图表暂时不可用。带来不便，我们深表歉意。 |1929－1937年上海一般批发价格指数[108]

## 反思
白银风潮和广场协定是讨论人民币升值问题经常拿来对比的两个历史事件，国务院发展研究中心研究员刘云中认为中国应该从中汲取四点教训：第一，必须慎重考虑经济理论和实际之间的关联，政府在进行经济决策的时候应该综合考虑多方利益，美国“白银集团”当年的逻辑主要是基于亚当斯密的自由银行理论，时至今日还有人认为这一理论行之有效，试图为白银风潮的破坏翻案，而今天人民币汇率问题也面临不同理论得出的均衡汇率和调整建议，必须广泛吸取意见；第二，好的政策必须在好的时机实施，国民政府在白银风潮后迫不得已实施法币改革，实际上为后来的通货膨胀埋下伏笔，中国面临的盯住汇率和浮动汇率改革的问题好比当年保持白银和发行法币之间的抉择，汇率制度的改革必须选择比较好的时机；国家的经济政策可能在造成意想不到的效果，当年美国为了国内利益集团购买白银，却在中国造成经济危机，反而帮助了日本入侵中国，如果今天中美两国采取针锋相对的政策措施，可能也会和当年一样“鹬蚌相争，渔翁得利”；最后，国家的货币主权和国力息息相关，中国当年经济孱弱、国土沦丧，在国家经济事务缺乏话语权，面对美国白银政策也只能“人为刀俎，我为鱼肉”，如今中国国力恢复应该充分发挥自身影响力维护自身经济自主权，保护本国利益。
随着人民币2010年人民币汇率改革重启，人民币与美元脱钩，白银风潮和货币改革再度出现在媒体讨论中。经济观察网评论员张卫华称白银风潮和人民币汇改是历史的轮回，70年前白银风潮中美国十分欢迎中国和美元挂钩，而如今参议员查尔斯·舒默和林塞·格雷厄姆为首的一批人却要人民币与美元脱钩，认为人民币与美元挂钩导致人民币汇率偏低，但无论美国人支持和反对他们都是为了自身的利益。美国对外关系委员会国际经济主任本·斯太尔也在英国《金融时报》撰文，提及美国70年前的白银政策导致中国经济危机，美国在危机中说服中国将货币与美元挂钩，促进了美元的贬值，但美国在数十年前千方百计说服其他国家将货币与美元挂钩是为了服务于日益增长的国际贸易，如今美国两位参议反对人民币与美元挂钩只是为了促进美元贬值。商务部国际贸易经济合作研究院研究员梅新育也在2010年针对美国议员要求中国提升汇率时引证本案，认为美国在70多年前就操控中国货币大幅度升值，导致中国经济备受打击，美国只满足了白银行业一小部分人的利益，却在亚洲事务中付出了巨大的战略代价。美国当年强迫白银升值，最终导致中国丧失长期进口能力，反而迫使中国放弃银本位，今天美国要求人民币升值的团体也和当年白银集团一样，属于一小部分利益集团绑架公共利益。如今美国遭遇2008年金融危机的重创，中国也早就不是积贫积弱的清朝和国民政府，因此更加没有理由屈就于美国的压力，要求这些美国能够从历史中吸取教训。

### 背景
- 信交風潮（1922年）
- 国民政府黄金十年（1927年）
- 大萧条（1929年）
- 九一八事变（1931年）
- 公债风潮（1932年）
- 伦敦白银协定（1933年）
- 美国购银法令（英语：American Silver Purchase Act）（1934年）

### 影响
- 华北自治（1935年）
- 法币改革（1935年）
- 中美白银协定（1936年）
- 七七事变（1937年）
- 中國通貨膨脹 (1938年-1950年)
- 上海黃金風潮（1946年）
- 银元之战（1949年）
- 人民币低估问题（2010年）
- 中美贸易战（2019年）

### 引用
1. ↑  赵德馨 1990.
2. 1 2  刘愿 & 岳翔宇 2016.
3. 1 2  李應兆 1936.
4. ↑  城山智子 2009，第17－18頁.
5. 1 2 3  城山智子 2009，第19－22頁.
6. ↑  Young 1981，第206頁.
7. ↑  城山智子 2009，第18－19頁.
8. ↑  Young 1981，第177－178頁.
9. ↑  城山智子 2009，第28－30頁.
10. ↑  城山智子 2009，第29－30頁.
11. ↑  Young 1981，第516－517頁.
12. ↑  Young 1981，第207－208頁.
13. 1 2  宋佩玉 2014，第129－131頁.
14. ↑  工商部 1930，第37頁.
15. ↑  Young 1981，第192頁.
16. ↑  Feinstein, Temin & Toniolo 2008，第106頁.
17. ↑  Parker 2002，第22頁.
18. ↑  Bernanke 2022.
19. 1 2  城山智子 2009，第5頁.
20. ↑  Russell 1992，第10－11頁.
21. ↑  Young 1981，第211,214－215頁.
22. ↑  Young 1981，第217-218頁.
23. 1 2 3  Kreps 1934.
24. ↑  梁友生 1935，第100-101頁.
25. 1 2  汪熙 1991，第29頁.
26. 1 2 3  Young 1981，第218頁.
27. ↑  Russell 1992，第1頁.
28. ↑  Russell 1992，第28-29頁.
29. ↑  Russell 1992，第3－6頁.
30. ↑  Russell 1992，第5頁.
31. ↑  Young 1981，第219－220頁.
32. ↑  Russell 1992，第7頁.
33. ↑  Young 1981，第219頁.
34. ↑  Russell 1992，第7－8頁.
35. ↑  Russell 1992，第1－3頁.
36. ↑  Russell 1992，第2頁.
37. ↑  Russell 1992，第12頁.
38. ↑  吴景平 2019，第292頁.
39. ↑  Young 1981，第220－221頁.
40. ↑  Russell 1992，第20頁.
41. ↑  Russell 1992，第22－24頁.
42. ↑  Russell 1992，第25頁.
43. ↑  Russell 1992，第3頁.
44. ↑  Russell 1992，第25－27頁.
45. ↑  吴景平 2019，第293頁.
46. 1 2 3  戴建兵 2005，第293頁.
47. ↑  Russell 1992，第28－29頁.
48. ↑  中国银行 2008.
49. ↑  Young 1981，第221－222頁.
50. ↑  Young 1981，第222－224頁.
51. ↑  Russell 1992，第34－35頁.
52. ↑  Young 1981，第226－228頁.
53. ↑  城山智子 2009，第159頁.
54. 1 2  穆藕初 1995，第414頁.
55. ↑  Young 1981，第532頁.
56. ↑  城山智子 2009，第91－92頁.
57. ↑  城山智子 2009，第92頁.
58. ↑  城山智子 2009，第92－93頁.
59. ↑  城山智子 2009，第94頁.
60. ↑  城山智子 2009，第97－101頁.
61. ↑  Young 1981，第223頁.
62. ↑  城山智子 2009，第111－112頁.
63. 1 2  Young 1981，第336頁.
64. 1 2  苏章 1935.
65. ↑  章乃器 1932.
66. ↑  城山智子 2009，第114－116頁.
67. ↑  翁有为 2018.
68. ↑  城山智子 2009，第117－118頁.
69. ↑  城山智子 2009，第128－130頁.
70. ↑  城山智子 2009，第134頁.
71. ↑  城山智子 2009，第136－141頁.
72. 1 2  侯桂芳 2002.
73. 1 2  郑会欣 1984.
74. 1 2  城山智子 2003.
75. ↑  戴建兵 2005，第296－298頁.
76. ↑  戴建兵 2005，第300,302－304頁.
77. ↑  Young 1981，第206,210頁.
78. ↑  戴建兵 2005，第303頁.
79. ↑  Young 1981，第249頁.
80. ↑  戴建兵 2005，第300－301頁.
81. ↑  林维英 1936，第54頁.
82. ↑  中国科学院 1958，第108-109頁.
83. ↑  Burdekin 2002.
84. ↑  汤良礼 1936，第68頁.
85. ↑  戴建兵 2005，第299頁.
86. 1 2  戴建兵 2005，第306頁.
87. ↑  城山智子 2009，第147－150頁.
88. ↑  城山智子 2009，第155－156頁.
89. ↑  城山智子 2009，第164－166頁.
90. ↑  戴建兵 2005，第307－308頁.
91. ↑  戴建兵 2005，第302,304頁.
92. ↑  Young 1981，第244頁.
93. ↑  Young 1981，第247頁.
94. ↑  中国银行 1935，第3-5頁.
95. ↑  中国银行 1935，第2-3頁.
96. 1 2 3  戴建兵 2005，第309頁.
97. ↑  Young 1981，第232－233頁.
98. ↑  Young 1981，第232－235頁.
99. 1 2 3 4 5  任东来 2000.
100. ↑  Young 1981，第235頁.
101. ↑  Young 1981，第236頁.
102. ↑  中国人民银行 1991，第145－146頁.
103. ↑  中国人民银行 1991，第151－155頁.
104. ↑  Young 1981，第238－243頁.
105. ↑  城山智子 2009，第200－203頁.
106. ↑  王玉茹 2007，第14-18頁.
107. ↑  Young 1981，第544-545頁.
108. ↑  Young 1981，第527-531頁.
109. ↑  刘云中 2006.
110. ↑  张卫华 2010.
111. ↑  Steil 2010.
112. ↑  梅新育 2010.

### 报刊与期刊
- 谢菊曾. . 历史研究. 1965, (2)  [2022-09-14]. （原始内容存档于2022-09-24）.
- Bernanke, Ben. . At the H. Parker Willis Lecture in Economic Policy, Washington and Lee University, Lexington, Virginia. 2004-03-02  [2022-02-18]. （原始内容存档于2022-02-15）.
- Kreps, T. J. . The Quarterly Journal of Economics. 1934-02, 48 (2). ISSN 0033-5533. doi:10.2307/1885608.
- 苏章. . 清华周刊. 1935, 43 (3): 28-33.
- 章乃器. . 银行周报. 1932, 16 (12).
- 翁有为. . 中国社会科学. 2018, (7)  [2022-09-18]. （原始内容存档于2022-09-20）.
- 侯桂芳. . 上海师范大学学报（社会科学版）. 2002, 31 (3)  [2022-09-14]. （原始内容存档于2022-09-24）.
- 郑会欣. . 历史档案. 1984, (2)  [2022-09-14]. （原始内容存档于2022-09-14）.
- BURDEKIN, Richard C.K. . China Economic Review. 2008-06, 19 (2). ISSN 1043-951X. doi:10.1016/j.chieco.2007.08.002.
- 刘云中. . 中国企业家. 2006, (3): 26-28 [原载2005年11月28日国务院发展研究中心调查研究报告第200号（总2470号）内部资料]  [2022年9月20日]. （原始内容存档于2022年9月20日）.
- 任东来. . 历史研究. 2000, (10)  [2022-09-14]. （原始内容存档于2022-09-24）.
- 梅新育. . 经济参考报 (新华通讯社). 2010-03-30  [2022-09-18]. （原始内容存档于2022-09-20）.
- Steil, Benn. . Financial Times (The Financial Times Ltd.). 2010-06-23  [2022-09-22]. （原始内容存档于2022-09-28）.
- 张卫华. . 经济参考网 (新华通讯社). 2010-06-24  [2022-09-22]. （原始内容存档于2022-09-27） –新浪网.
- 刘愿; 岳翔宇. . 财经研究. 2016, 42 (3): 95-108. （原始内容存档于2022-09-24）.
- 李應兆. . 東方雜誌 22 (12) (上海: 商务印书馆). 1936.
- . 中国银行报告 (上海: 中国银行). 1935, (25).

### 书籍
- Young, Arthur N.  [一九二七至一九三七年中国财政经济情况]. 陈泽宪、陈霞飞译. 北京: 中国社会科学出版社. 1981 [1971]. CSBN 11190·061.
- 城山智子.  [大萧条时期的中国:市场、国家与世界经济（1929—1937）]. 孟凡礼、尚国敏译，唐磊校译. 南京: 江苏人民出版社. 2009 [2009]. ISBN 9787214060297.
- Russell, Michael Blaine.  [院外集团与美国东亚政策：30年代美国白银集团的活动]. 郑会欣译，吴世民、洪邮生校. 上海: 复旦大学出版社. 1992 [1972]. ISBN 7-309-00764-6.
- 工商部工商访问局 (编). . 上海: 商务印书馆. 1930.
- Feinstein, Charles H.; Temin, Peter; Toniolo, Gianni. . Oxford University Press. 2008-03-13. ISBN 978-0-19-530755-9.
- Parker, Randall E. . Cheltenham, UK: Edward Elgar. 2002  [2022-09-16]. ISBN 1-84064-745-0. OCLC 49260890. （原始内容存档于2021-12-29）.
- 吴景平. . 上海: 东方出版中心. 2019  [2022-09-14]. ISBN 978-7-5473-1401-2. （原始内容存档于2022-09-14）.
- 汪熙.  [门户开放政策的一次考验——美国白银政策及其对东亚的影响（1934-1937）]. Iriye, Akira; Cohen, Warren I.  (编).  [巨大的转变：美国与东亚（1931-1949）]. 上海. 1991: 28–74 [1991]  [2022-09-17]. ISBN 7-309-01922-9. （原始内容存档于2022-09-22）.
- 梁氏.  [银价研究]. 杨先垿译，作者名应作梁友生，译文并未给出，按A Guide to Doctoral Dissertations Chinese Students in America 1905 - 1960第35页. 上海: 商务印书馆. 1935.
- Everest, Allan Seymour. . New York: King's Crown Press. 1950.
- 宋佩玉. . . 上海: 上海人民出版社. 2014. ISBN 978-7-208-12046-4.
- 城山智子. . 吴景平; 马长林  (编). . 上海: 上海古籍出版社. 2003: 516-526.
- 赵德馨 (编). . 湖北辞书出版社. 1990. ISBN 7-5403-0031-0. OCLC 297550548.
- 林维英. . 上海: 别发洋行. 1936  [2022-09-19]. （原始内容存档于2022-09-22）.
- 中国科学院上海经济研究所; 上海社会科学院经济研究所编 (编). . 上海: 上海人民出版社. 1958. CSBN 4074·195.
- 戴建兵. . 上海: 复旦大学出版社. 2005  [2022-09-14]. ISBN 7-309-04588-2. （原始内容存档于2022-09-14）.
- 汤良礼. . 上海: 联华书报社. 1936.
- 柯博文.  [江浙财阀与国民政府：一九二七——一九三七年]. 蔡静仪译，李臻校译. 天津: 南开大学出版社. 1987 [1980]. CSBN 11301·2.
- 穆藕初. 赵靖; 叶世昌; 穆家修 , 编. . 北京: 北京大学出版社. 1995. ISBN 9787301029268.
- 中国人民银行总行参事室 (编). . 上海: 上海人民出版社. 1991  [2022-09-14]. ISBN 9787208008540. （原始内容存档于2022-09-24）.
- . 上海: 上海财经大学出版社. 2007. ISBN 9787564200268.